# Tournoi Rio-São Paulo de football

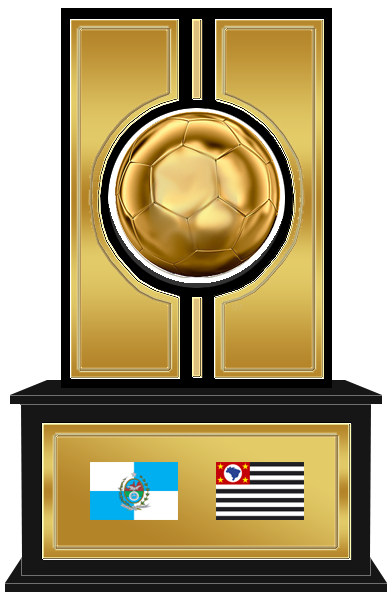
Trophée du tournoi

Le tournoi Rio-São Paulo de football (Torneio Rio-São Paulo en portugais) était une compétition brésilienne de football qui était organisée entre les meilleures équipes des États de Rio de Janeiro et de São Paulo.
Elle fut disputée pour la première fois en 1933 et acquit une fréquence annuelle à partir de 1950. Elle disparut en 1966 pour laisser la place à un championnat national. Réorganisée dans les années 1990, sa dernière édition a eu lieu en 2002.

## Palmarès
(nota  désigne les équipes de l'État de São Paulo
 et  les équipes de l'État de Rio de Janeiro)

### Vainqueurs
| Année | Vainqueur                                             |
| ----- | ----------------------------------------------------- |
| 1933  | Palestra Itália (aujourd'hui SE Palmeiras)            |
| 1950  | SC Corinthians                                        |
| 1951  | SE Palmeiras                                          |
| 1952  | Portuguesa de Desportos                               |
| 1953  | SC Corinthians                                        |
| 1954  | SC Corinthians                                        |
| 1955  | Portuguesa de Desportos                               |
| 1957  | Fluminense FC                                         |
| 1958  | CR Vasco da Gama                                      |
| 1959  | Santos FC                                             |
| 1960  | Fluminense FC                                         |
| 1961  | CR Flamengo                                           |
| 1962  | Botafogo FR                                           |
| 1963  | Santos FC                                             |
| 1964  | Botafogo FR Santos FC                                 |
| 1965  | SE Palmeiras                                          |
| 1966  | Botafogo FR SC Corinthians Santos FC CR Vasco da Gama |
| 1993  | SE Palmeiras                                          |
| 1997  | Santos FC                                             |
| 1998  | Botafogo FR                                           |
| 1999  | CR Vasco da Gama                                      |
| 2000  | SE Palmeiras                                          |
| 2001  | São Paulo FC                                          |
| 2002  | SC Corinthians                                        |

### Titres par équipe
| Titres | Club                         |
| ------ | ---------------------------- |
| 5      | SC Corinthians (1 partagé)   |
| 5      | SE Palmeiras                 |
| 5      | Santos FC (2 partagés)       |
| 4      | Botafogo FR (2 partagés)     |
| 3      | CR Vasco da Gama (1 partagé) |
| 2      | Fluminense FC                |
| 2      | Portuguesa de Desportos      |
| 1      | CR Flamengo                  |
| 1      | São Paulo FC                 |

### Titres par État
| Titres | État           |
| ------ | -------------- |
| 18     | São Paulo      |
| 10     | Rio de Janeiro |